# Eva und der Priester
Eva und der Priester (Originaltitel: Léon Morin, prêtre) ist ein französisch-italienischer Film aus dem Jahr 1961. Regie führte Jean-Pierre Melville. Regieassistent war Volker Schlöndorff, der auch kurz auftritt.

## Inhalt
Der Film basiert auf der Erzählung  Léon Morin, prêtre von Béatrix Beck und spielt während der deutschen Besatzung Frankreichs. Die Kommunistin Barny, eine Witwe und Mutter einer „halbjüdischen“ Tochter, möchte diese zum Schutz vor Verfolgung katholisch taufen lassen. Bei der Vorbereitung der Taufe kommt Barny dem Pfarrer Léon Morin nahe. Léon kann den Zweifeln der überzeugten Atheistin Barny mit theologischen Argumenten entgegnen. Barny beschließt darauf, sich zur Taufe vorzubereiten.

## Rezeption
1963 zum Start des Films in den deutschen Kinos veranlasste die FSK erhebliche Kürzungen des Originals, da das religiöse Empfinden weiter Bevölkerungskreise verletzt würde. Beanstandet wurden die Szenen, in denen sich die Protagonistin in den Priester verliebt und ein Spiel zwischen den beiden abläuft, das den Geistlichen in Grenzsituationen bringt. Ebenso musste die Absolutionsszene gestrichen werden, da zu diesem Zeitpunkt noch keine Reue von Barny gezeigt wurde. Noch vor der Kontrolle durch die FSK hatte der Verleiher alle Hinweise auf die deutschen Besatzer entfernen lassen, da die Szenen handlungsarm seien.
Die Erstaufführung der rekonstruierten deutschen Fassung erfolgte am 29. März 1991 im ZDF.
Auf Empfehlung des Priesters liest Barny die Jesus-Biographie des Theologen Karl Adam, der im NS und danach einen Lehrstuhl in Tübingen innehatte. James Clark zieht daraus den Schluss, dass Léon Morin selbst aus der Tübinger Schule stammt und mit einem Hinweis auf Heidegger geht er auf die Faszination rechten, nonkonformen Denkens ein.
Unter dem Titel Confession ist 2016 ein französisches Remake unter der Regie von Nicolas Boukhrief erschienen.

## Kritik
„Ein reifes, ernsthaftes Werk, das auch schwierige Fragen überzeugend zu bewältigen weiß; immer noch sehens- und diskussionswert, obwohl die Originalfassung um fast ein Viertel gekürzt wurde und die deutsche Verleihsynchronisation weitere Änderungen vornahm.“

„Aus dem Werk des jüdischen Atheisten Melville sticht Eva und der Priester als Singularität heraus, hat Melville sich doch eher mit seinen kühlen, dystopischen Noir-Thrillern wie Der eiskalte Engel und Vier im roten Kreis als Godfather des Nouvelle-Noir-Krimis in die Filmgeschichte eingeschrieben.“

J. E. Smyth kritisiert, dass die Rolle der Kirche im besetzten Frankreich idealisiert wird. Die Ruhigstellung dissidenter Frauen wird von ihm als weiterer Handlungsstrang thematisiert. Während die Autorin der Vorlage aktiv im Widerstand war, sind die Protagonistinnen passiv und die Männer kehren zurück in die Wälder, um zu kämpfen.